# Bruno Gröning
Bruno Gröning (30. května 1906 Gdaňsk-Oliva – 26. ledna 1959 Paříž) byl německý léčitel. Neměl ani lékařské ani teologické vzdělání, ale považoval se za božího vyslance a ve svých vystoupeních vyzýval k „velké proměně“ (doslovně „Großer Umkehr“). 

## Život
Narodil se v Gdaňsku jako čtvrté ze sedmi dětí v prosté rodině. V roce 1927 se oženil s Gertrud Cohnovou. Měli spolu dva syny, kteří zemřeli v dětství. Starší Harald (1930–1939) zemřel na chlopenní vadu, mladší Günther (1940–1949) na zánět pohrudnice.
V listopadu 1932 vstoupil do NSDAP. V roce 1943 dostal povolávací rozkaz a byl vycvičen jako obsluha stíhače tanků. Začátkem roku 1945 byl zajat Sověty u Koszalinu a šest měsíců vězněn.
Později nabyl přesvědčení, že má dar od Boha, jenž mu umožňuje získat vliv nad jinými osobami i zvířaty; to popsal i ve své knize Stationen meines irdischen Lebens (Zastavení mého pozemského života). Údajně z něho vycházel léčivý proud (německy Heilstrom), umožňující lidem uzdravení. Již za Gröningova života kolem něj vznikaly různé organizace, ale až po jeho smrti založila roku 1979 Greta Häuslerová (1922–2007), jeho žačka a spolupracovnice, Kruh přátel Bruna Gröninga, který se postupně šíří a působí i v Česku.